# Virpazar
Virpazar (en serbe cyrillique : Вирпазар) est un village du sud du Monténégro, dans la municipalité de Bar. Il est situé sur les rives du lac de Skadar et une de ses activités économique est la pêche. C'est un des arrêts de la ligne ferroviaire Belgrade-Bar.

## Démographie

### Évolution historique de la population
| 1948 | 1953 | 1961 | 1971 | 1981 | 1991 | 2003 |
| ---- | ---- | ---- | ---- | ---- | ---- | ---- |
| 223  | 323  | 324  | 383  | 412  | 407  | 337  |